# Spoorlijn Ystad - Eslöv
De spoorlijn Ystad - Eslöv is een Zweedse spoorlijn van de voormalige spoorwegmaatschappij Ystad - Eslövs Järnväg (afgekort: YEJ) gelegen in de provincie  Skåne.

## Geschiedenis
De Graaf von Rosen kwam in 1845 met het voorstel voor de aanleg van spoorlijnen die naar zijn gevoel moesten worden gebouwd. Hij stelt onder andere een traject van Stockholm, via Tisnaren, Eksjö naar Ystad voor.
In de algemene vergadering in 1854 werd besloten dat de staat zou betalen en voor de opbouw van een netwerk. Daarbij bracht de toenmalige gouverneur van Malmöhus län Samuel von Troil steunde een motie over de aanleg van een spoorlijn tussen het Vättermeer (Jönköping) en Skåne.

## Ystad - Eslövs Järnvägs
Tijdens een bijeenkomst in Ystad op 6 augustus 1862 werd de Ystad - Eslövs Järnvägsaktiebolag opgericht en op 31 oktober 1862 werden de statuten goedgekeurd. De eerste algemene vergadering werd op 29 juni 1863 gehouden.
De concessie voor de bouw van de spoorlijn werd op 2 oktober 1863 verstrekt.
Het traject werd aangelegd met een spoorbreedte van 1435 mm en met hellingen tot 10 ‰. De bouw van het traject begon op 28 november 1863.
Het traject tussen Ystad en Eslöv werd in fases aangelegd. Het traject van Ystad naar Bjärsjölagårds werd op 1 december 1865 geopend en het traject Bjärsjölagårds - Eslöv werd op 11 mei 1866 geopend.
De officiële opening van het hele traject vond op 30 april 1866 plaats.

## Gevolgen
Na overname door de SJ werden er geen grote veranderingen doorgevoerd. In 1967 werd de SJ verzocht het traject tussen Tomelilla en Eslöv te sluiten. Op 1 juni 1975 werd het traject voor goederenvervoer gesloten en op 30 mei 1981 werd het traject voor personenvervoer gesloten. Het traject werd in 1984 voor een groot deel opgebroken. De laatste twee kilometer bij Eslöv wordt nu gebruikt voor een industriële aansluiting.

## Aansluitingen
In de volgende plaatsen was of is er een aansluiting van de volgende spoorwegmaatschappijen:

### Eslöv
- Ystad - Eslövs Järnväg (YEJ) spoorlijn tussen Ystad en Eslöv
- Eslöv - Hörby Järnväg (EHJ) spoorlijn tussen Eslöv en Hörby
  - Östra Skånes Järnvägar (ÖSJ) spoorlijn tussen Eslöv en Åhus / Everöd
- Södra stambanan spoorlijn tussen Falköping C en Malmö C
- Rååbanan spoorlijn tussen Eslöv – Teckomatorp – Ramlösa en Helsingborg
- Östra Skånes Järnvägar (ÖSJ) spoorlijn tussen Eslöv en Klippan
- L&HJ spoorlijn tussen Eslöv en Landskrona

### Bjärsjölagård
- Ystad - Eslövs Järnväg (YEJ) spoorlijn tussen Ystad en Eslöv
  - Malmö - Simmrischamn Järnväg (MSJ) spoorlijn tussen Dalby en Harlösa naar Bjärsjölagård

### Tomelilla
- Ystad - Eslövs Järnväg (YEJ) spoorlijn tussen Ystad en Eslöv
- Malmö - Tomelilla Järnväg (MöToJ) spoorlijn tussen Malmö en Tomelilla
- Simrishamn - Tomelilla Järnväg (STJ) spoorlijn tussen Simrishamn en Tomelilla
  - Malmö - Simmrischamn Järnväg (MSJ) spoorlijn tussen Malmö en Simmrischamn
- Ystad - Brösarps Järnväg (YBJ) spoorlijn tussen Ystad en Brösarp

### Ystad
- Ystad - Eslövs Järnväg (YEJ) spoorlijn tussen Ystad en Eslöv
- Malmö - Ystads Järnväg (MYJ) spoorlijn tussen Malmö en Ystad
- Ystad - Skivarps Järnväg (YSJ) spoorlijn tussen Ystad en Skivarp
- Ystad - Brösarps Järnväg (YBJ) spoorlijn tussen Ystad en Brösarp
- Ystad - Gärsnäs - St. Olofs Järnväg (YGStOJ) spoorlijn tussen Ystad en Gärsnäs naar St. Olof

## Bedrijfsvoering
Toen het traject van Eslöv naar Ystad werd gebouwd door de Ystad - Eslövs Järnväg (YEJ) en om te gaan samenwerken met de Malmö - Ystads Järnväg (MYJ). Uit deze samenwerking ontstond in 1884 een samenwerkingsverband omgezet in het uitvoeren van de bedrijfsvoering.
De Ystads Järnvägar (afgekort: YJ) werd in 1912 opgericht als voortzetting van het samenwerkingsverband en de bedrijfsvoering uitvoerde bij de volgende zes onafhankelijke spoorwegonderneming:
- Ystad - Eslövs Järnväg (YEJ)
- Malmö - Ystads Järnväg (MYJ)
- Börringe - Östratorps Järnväg (BÖJ)
- Ystad - Gärsnäs - St. Olofs Järnväg (YGStOJ)
- Ystad - Brösarps Järnväg (YBJ)
- Ystad - Skivarps Järnväg (YSJ)

## Genationaliseerd
De YJ en de bovengenoemde ondernemingen werden op 1 juli 1941 door de staat genationaliseerd en de bedrijfsvoering over gedragen aan de SJ.

## Elektrische tractie
Het traject werd tussen Ystad en Tomelilla werd in 2003 geëlektrificeerd met een spanning van 15.000 volt 16 2/3 Hz wisselstroom.